# セオドア・ツォー
セオドア・Y.・ツォー（Theodore Y. "Ted" Ts'o、1968年 - ）は、ソフトウェア開発者である。彼はLinuxカーネル開発における古くからの貢献者であり（有名なタネンバウムとリーナスの論争においても彼の名前が見られる）、主にファイルシステム周辺の改善で有名である。彼自身、またリーナスが語るところによれば、彼は北米地域における初のLinuxカーネル開発者である。
彼は1990年にMITで計算機科学の学位を得て卒業した。卒業後、彼はMITの情報システム部門(Department of Information Systems, IS)に1999年まで勤務していた。この間多くの業績を残しているが、なかんずく、彼はKerberosバージョン5の開発チームリーダーを務めた。MITのISを離れた後、彼はVA Linux Systemsに採用され2年間勤務した。2001年12月からは、彼はIBMに雇用され、Linuxカーネルのパフォーマンス、スケーラビリティ向上を目指した。2007年12月には彼はLinux Foundation (LF)に勤務していた。
ツォーはここで、LFの最高プラットフォーム戦略担当者(Chief Platform Strategist)を務めた。2008年12月からは、彼はLFの最高技術責任者(CTO)に任命された。これはマルクス・レックス(Markus Rex)がノベルに復帰したことによるものである。
2010年1月からは、ツォーは、Googleに雇用された。彼は「カーネル、ファイルシステム、ストレージに関して業務を行う」旨述べている。
彼は、ext2, ext3（現在はext4もサポートしている）各ファイルシステムの初期化などの管理用ユーザースペースユーティリティ、e2fsprogsの初期開発者・管理者であり、ext4ファイルシステムのメンテナである。
ツォーは2008年6月までUSENIXの会計も務めており、またLinux Kernel Developers Summitの議長も務めていた。
ツォーは2003年3月にDebian開発者となっており、ほとんどがe2fsprogsを含むファイルシステム関連ではあるがいくつかのパッケージを管理している。
彼は、IETFのセキュリティ分野理事会(Security Area Directorate)メンバー、IPsecワーキンググループ(IPsec WG)の議長の一人であった。また、Free Standards Groupの創設委員の一人であり、現在は議長である。
1994年、彼は/dev/randomと関連するカーネルドライバを作成した。これらの成果はLinuxにおいて（そしてその他のUnix系OSにおいても）ユーザー空間プログラムに高品質の暗号論的乱数を提供する最初のカーネル・インタフェースとなった。/dev/randomはハードウェア乱数生成器へのアクセスができない場合でも動作し、またユーザー空間プログラムがハードウェア乱数生成器の存在を仮定している場合でも利用できるようになっている。rngdのような独自のデーモンはこのようなハードウェアから乱数を取得できると同時に/dev/random経由で乱数にアクセスできる。この後、/dev/randomと/dev/urandomはLinux、BSDそしてMac OSシステムなどUnix系OSにおいて乱数生成の標準的インタフェースの地位を得ている。こんにち、PGPとそのGNUプロジェクト版のGPG、GUID、IPsec、ファイルシステムレベル暗号化などの多くの有名なプログラムや機構は/dev/randomを利用している。
彼は、フリーソフトウェア財団から2006年のAward for the Advancement of Free Softwareを授与された。
英語版ウィキペディアにおける本記事のノートに記載された彼(en:User:Tytso)自身の発言によると、彼の父母は香港より渡米し、彼の父はスタンフォード大学にて精神薬理学の博士号を取得している。また彼の名前を敢えて中国語表記すると、「曹子徳」（曹子德 / 曹子德、そう・しとく、ツァオ・ツードェ、拼音: Cáo Zǐdé）となる。